# Puerto de San Telmo
El Puerto de San Telmo, embarcadero de San Telmo o el Puerto de Jerez fue un proyecto de ingeniería civil proyectado por Juan Machimbarrena Aguirrebengoa en 1946 para unir las ciudades españolas de Jerez de la Frontera y Cádiz (Andalucía, España) a través de una vía marítimo-fluvial.
El diseño del canal permitía el paso de grandes barcos, pudiéndose recorrer los 15 kilómetros entre Jerez de la Frontera y El Puerto de Santa María en no más de hora y media. El presupuesto total del proyecto alcanzaba 91 millones de pesetas y hubiera requerido seis años de obras. Se preveía un volumen de tráfico fluvial de medio millón de toneladas.

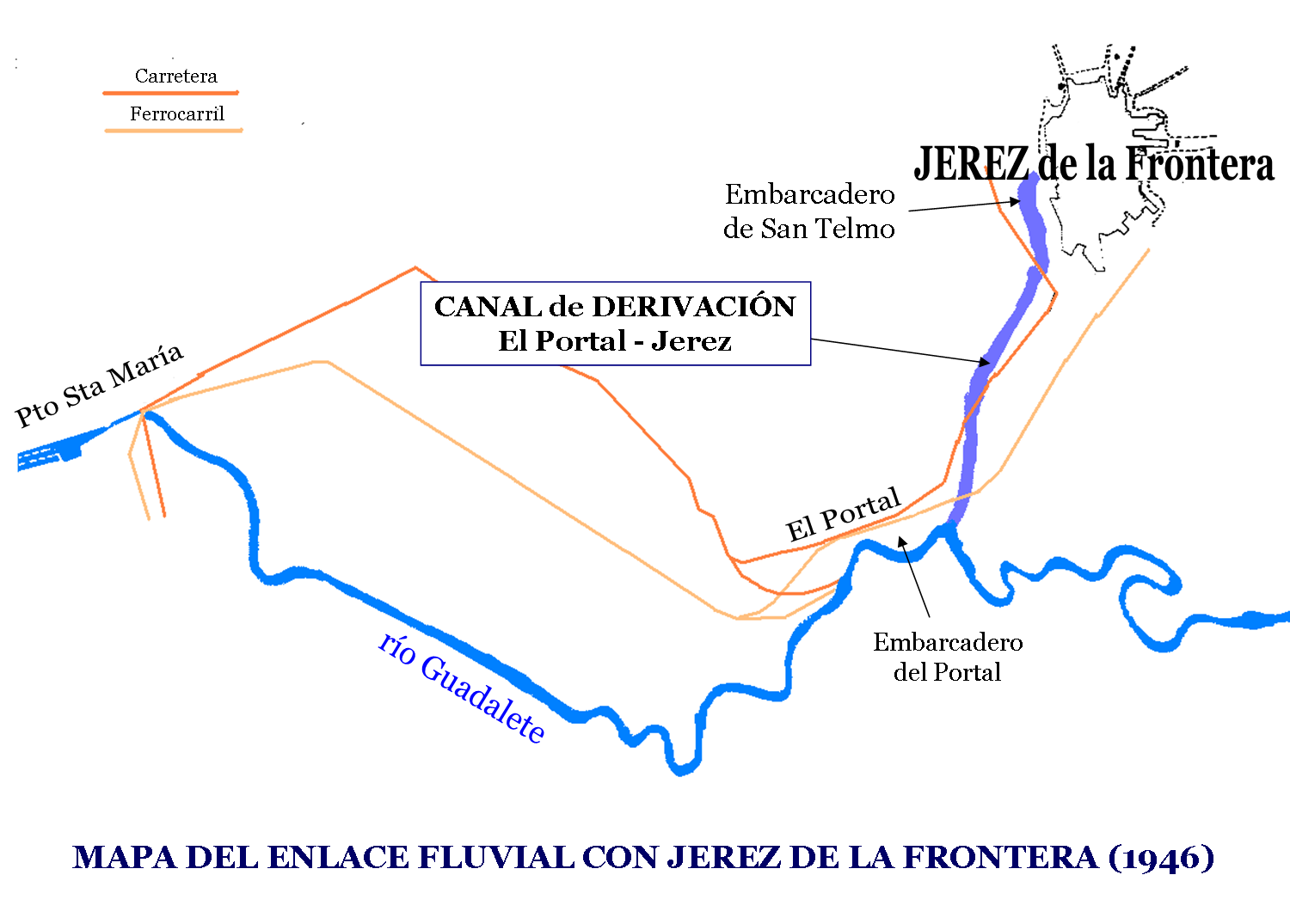
Mapa del proyecto de Puerto Fluvial.

El principio inspirador del proyecto era "introducir el mar, adentrando la navegación hasta el propio corazón de una zona terrestre es, en buena economía, cosa mucho más deseable que lo contrario, esto es, alargar la tierra introduciéndola en el mar" (Juan Machimbarrena Aguirrebengoa)-

## Planteamientos
En 1946, Juan Machimbarrena Aguirrebengoa, ingeniero vasco del Ministerio de Obras Pública y Director de la Comisión Administrativa de la zona portuaria de El Puerto de Santa María, planteó la conveniencia establecer una comunicación marítima fluvial entre Cádiz y Jerez de la Frontera.
El plan estratégico del ingeniero implicaba: 
- Abaratamiento de las comunicaciones de los puertos de la Bahía de Cádiz ante el mayor movimiento comercial en la zona.

- Creación de una alternativa al tren, ya que este no solucionaba el coste económico toneladas-kilómetro en una provincia tan dispersa.

- Reconocimiento del peso comercial de la zona del Guadalete y de Jerez de la Frontera como centro de gravedad de la provincia, ya que junto al futuro puerto, convergerían varios ferrocarriles y carreteras.

- Apuesta por la canalización de ríos como algo habitual en los países europeos.

## El anteproyecto
El anteproyecto redactado en 1946 se denominó Plan General de Habilitación del Puerto de Puerto de Santa María y enlace fluvial con Jerez de la Frontera. 
La propuestas del plan incluían:
- Encauzamiento y canalización del río Guadalete al Portal con una longitud de 10 kilómetros, y la construcción de un canal desde este último lugar hasta Jerez, con un desarrollo de 5 kilómetros.

- Alineaciones rectas y curvas aprovechables en el tramo de 12 kilómetros del río entre el Puente de San Alejandro y Portal.

- Once cortas para abrir los meandros más cerrados y salcar las inflexiones y radios pequeños del río, de forma que facilitase la navegación y el encauzamiento.

- Un canal de 30 metros de anchura y un calado mínimo de 2 metros en Portal para compensar las mareas.

- Las márgenes del río se reforzarían con los materiales extraídos de los dragados y excavaciones de las cortas formando un desembarcadero de un metro de altura por encima de la cota que alcanza la máxima pleamar prevista.

- Debido al volumen de la excavación para construir el canal, se dispondrían de productos suficientes para rellenar y explanar caminos icio en las márgenes del río y zonas de embarcaderos, muelles y terrenos de expansión contiguos.

- Desde Portal hasta Jerez, el trazado del canal discurriría por un primer tramo paralelo al ferrocarril, cruzando a este en el kilómetro 114.

- El canal seguiría el cauce seco paralelo a la carretera general, cruzándola de nuevo antes de llegar hasta las playas de San Telmo.

- El puerto fluvial se crearía en unas explanadas en la parte baja de la ciudad. Este muelle, unido por carretera con la población, enlazaría con la línea Jerez - Sanlúcar con un ramal de ferrocarril desde la estación de La Alcubilla.

Décadas antes, en esa misma zona, se había descubierto un manantial de aguas medicinales, que había posibilitado la creación del Balneario de San Telmo.

## En la actualidad
El proyecto finalmente no se llevó a cabo, pese a su interés económico y social. 
En la explanada donde se construiría el puerto de Jerez actualmente se encuentran construidas barriadas de vivienda como Federico Mayo, San Telmo, Santo Tomás de Aquino y Cerrofruto, además del polígono industrial de Portal.
Algunos tramos del proyecto fueron usados posteriormente para la construcción de la depuradora y del colector de aguas residuales de Jerez.